# Championnats du monde de cyclo-cross 1964
Navigation
Édition précédente Édition suivante
Les championnats du monde de cyclo-cross 1964 ont lieu le 16 février 1964 à Overboelare en Belgique. Une épreuve masculine est au programme.

## Podiums
| Épreuves | Or           | Argent          | Bronze      |
| -------- | ------------ | --------------- | ----------- |
| Élites   | Renato Longo | Roger De Clercq | Joseph Mahé |

## Classement des élites
| Pos. | Cycliste          | Pays     | Temps       |
| ---- | ----------------- | -------- | ----------- |
|      | Renato Longo      | Italie   | 56 min 26 s |
|      | Roger De Clercq   | Belgique | + 1:48      |
|      | Joseph Mahé       | France   | + 1:48      |
| 4    | Michel Pelchat    | France   | + 1:50      |
| 5    | Albert Van Damme  | Belgique | + 1:50      |
| 6    | Amerigo Severini  | Italie   | + 2:10      |
| 7    | René De Rey       | Belgique | + 2:19      |
| 8    | Pierre Bernet     | France   | + 2:23      |
| 9    | Jean Gérardin     | France   | + 2:28      |
| 10   | Emmanuel Plattner | Suisse   | + 2:52      |

## Tableau des médailles
| Rang | Nation   | Or | Argent | Bronze | Total |
| ---- | -------- | -- | ------ | ------ | ----- |
| 1    | Italie   | 1  | 0      | 0      | 1     |
| 2    | Belgique | 0  | 1      | 0      | 1     |
| 3    | France   | 0  | 0      | 1      | 1     |